# Nassandres
 Nassandres  là một xã thuộc tỉnh Eure trong vùng Normandie miền bắc nước Pháp.

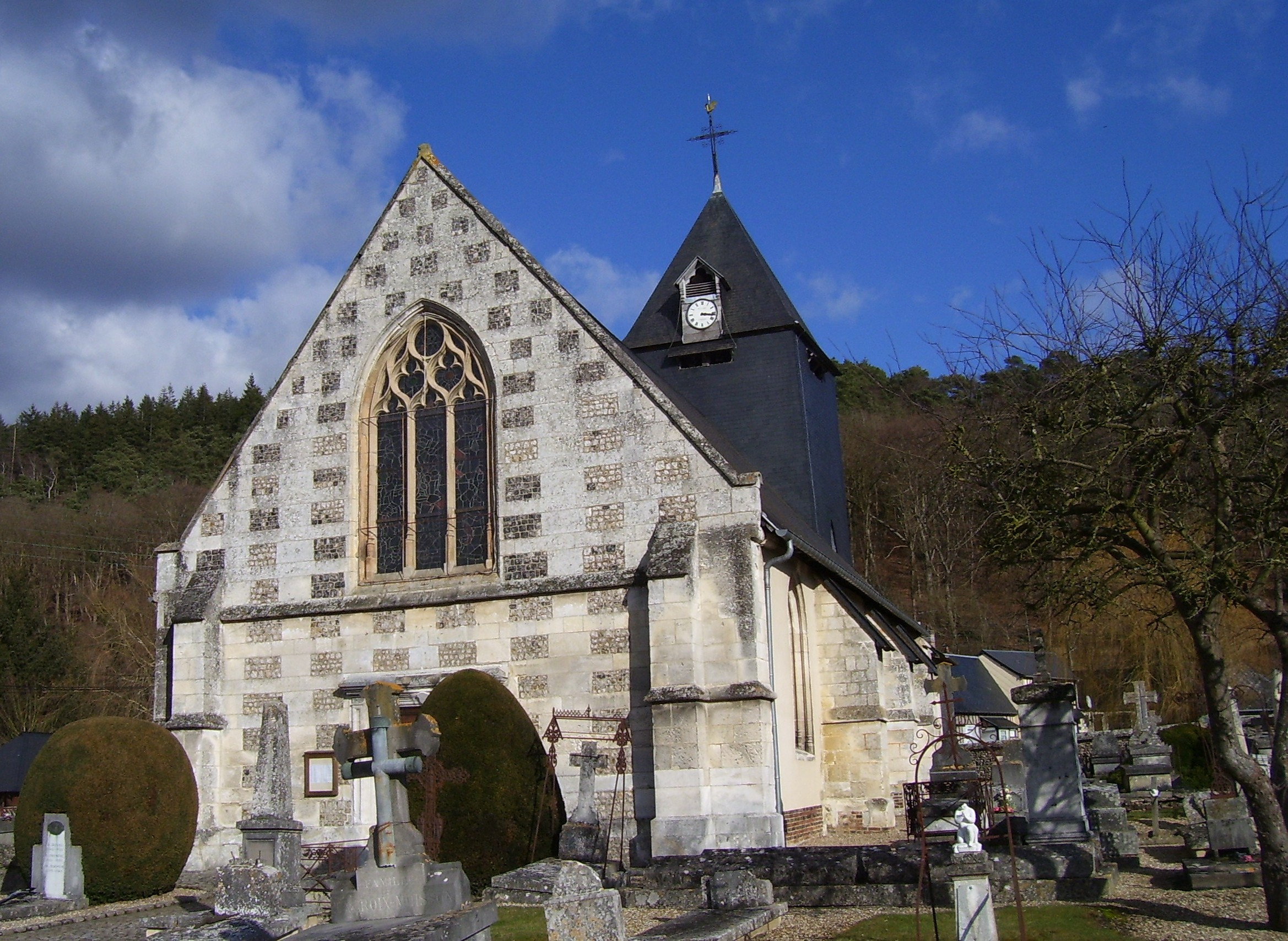
Church Sainte-André was built in the 12th century and enlarged in the 16th century. The sacristy was built in the 17th century.

## Huy hiệu
| Arms of Nassandres | The arms of Nassandres are blazoned: Or, a lion sable, on a chief azure 3 fleurs de lys argent. impaled with Azure, a fleur de lys Or. |